# Абайская городская администрация
Абайская городская администрация (каз. Абай қаласы әкімдігі) — административная единица в составе Абайского района Карагандинской области Казахстана. Административный центр — город Абай.
Население — 25550 человек (2009; 33066 в 1999, 46704 в 1989).
По состоянию на 1989 год существовал Абайский городской совет (город Абай, г. Карабас, село Восточное) областного подчинения. С 1997 года городская администрация была передана в состав района. Позже Карабас создал отдельную Карабасскую поселковую администрацию.

## Состав
В состав округа входят такие населённые пункты:
| Населённый пункт | Население, человек (1989) | Население, человек (1999) | Население, человек (2009) |
| ---------------- | ------------------------- | ------------------------- | ------------------------- |
| Абай, село       | 46533                     | 33066                     | 25550                     |
| Восточное, село  | 171                       | -                         | -                         |